# 静市野村
静市野村（しずいちのむら）は、かつて京都府愛宕郡に存在した村である。1889年（明治22年）の町村制発足により設置され、1949年（昭和24年）4月1日、京都市左京区に編入合併して消滅した。

## 概要
市原盆地と静原盆地が中心の地域である。北は大原村（現在の大原）・鞍馬村（同：鞍馬）、東は岩倉村（同：岩倉）、南と西は上賀茂村（同：北区上賀茂）に囲まれていた（発足当時はいずれも愛宕郡下）。なお、このうち上賀茂村は1931年4月1日に京都市に合併した際に上京区に編入された。
- 境域は現在の左京区静市（静市を町名に冠する地域）にほぼ一致する。
- 村名は合併前の旧静原村・市原村・野中村の各村名の頭文字が合成されたものである。

## 歴史
- 1889年（明治22年）4月1日 - 町村制施行により発足。
- 1949年（昭和24年）4月1日 - 京都市左京区に編入し、廃止。